# Ibn Yasin
Abdallah ibn Yasin (arabisch عبد الله بن ياسين, DMG ʿAbd Allāh b. Yāsīn; † 1059) war Theologe und Begründer der Bewegung der Almoraviden.

## Leben und Wirken
Ibn Yasin entstammte dem Sanhadschastamm der Dschudala (Gazula) der jetzigen Souss-Ebene. Er war ein Rechtsgelehrter der Malikiten und wurde 1046 durch den Anführer der Dschudala Yahya ibn Ibrahim eingeladen, seine Lehre unter den Berbern der westlichen Sahara zu verkünden. Die Sanhadscha waren bis dahin nur oberflächlich islamisiert worden und hingen noch vielen heidnischen Praktiken an. So predigte Ibn Yasin den Sanhadscha der westlichen Sahara einen puritanischen orthodoxen sunnitischen Islam.
Allerdings wurde er 1048 nach dem Tod seines Gönners Yahya ibn Ibrahim von den Dschudala vertrieben und musste sich mit seinen Anhängern nach Süden zurückziehen, wo er in Mauretanien ein Ribat gründete. Nachdem er ein Bündnis mit Yahya ibn Umar, dem Führer des Lamtunastammes, eingegangen war, konnten sie die Dschudala wieder gefügig machen.
Ibn Yasin bildete nun zusammen mit Yahya ibn Umar aus den Stämmen der Lamtuna, Masufa und Dschudala den Kampfbund der Almoraviden. Dabei übernahm er die geistliche Führung und Yahya ibn Umar das militärische Kommando der Bewegung. 1054 wurde das von den Magrawa beherrschte Sidschilmasa erobert. Ibn Yasin führte seine puritanische Ordnung ein, u. a. waren Wein und Musik verboten, wurden nichtislamische Steuern abgeschafft und 1/5 der Kriegsbeute den Religionsgelehrten zugestanden. Gegen diese rigorose Auslegung des Islam kam es aber schon 1055 zu einem Aufstand in Sidschilmasa.
Yahya ibn Umar fiel 1056 in der Schlacht von Tabfarilla im Adrar Mauretaniens gegen die Dschudala, nachdem diese das Bündnis aufgekündigt hatten. Darauf ernannte Ibn Yasin Yahyas Bruder Abu Bakr ibn Umar (1056–1087) zum neuen militärischen Führer und Emir. Dieser zerstörte Sidschilmasa, konnte aber die Dschudala nicht wieder in den Bund der Almoraviden zwingen.
Beim Versuch, die Bargawata an der Atlantikküste zu unterwerfen, fiel Ibn Yasin 1059. Er wurde durch Sulaiman ibn Haddu ersetzt, der auch getötet wurde, seinerseits aber nicht mehr ersetzt wurde. Seine Grabstätte befindet sich bei Casablanca.